# 马丁·麦吉尼斯
马丁·麦吉尼斯（英語：James Martin Pacellill McGuinness；1950年5月23日—2017年3月21日），出生於北愛爾蘭德里，是北愛爾蘭議會議員、英國下議院議員 （皆代表中阿爾斯特選區）、屬新芬黨。2007年5月8日至2017年1月9日任職北愛爾蘭第一副部長。
2017年3月21日，麦吉尼斯因心臟病於德里逝世。